# Poczernino (Władysławowo)
Poczernino (kaszb. Pòczerznino) – część miasta Władysławowa, w województwie pomorskim, należąca do dzielnicy Cetniewo.
Wieś szlachecka położona była w II połowie XVI wieku w powiecie puckim województwa pomorskiego. Dawniej Poczernino było wsią rybacką. W 1952 włączono je do nowo powstałej gminy Władysławowo, która w 1963 roku otrzymała prawa miejskie. 
W ramach akcji germanizacyjnej w Królestwie Pruskim dotychczasową niemiecką nazwę miejscowości (Putscharnin) uznano za zbyt słowiańską i w 1873 r. zmieniono ją na Hohensee.
Inne kaszubskie nazwy miejscowości to Pòczerzwino, Pòczerwino, Pòczërzwino oraz niemieckie Putscharnin, dawniej  Podczarnin, Poscharnin, Pocziernino, Pozersino.
Według spisu powszechnego z 1921 r. obszar dworski Poczernino miał 87 mieszkańców.
W 2007 r. Rada Miasta Władysławowa podejmowała próbę zniesienia urzędowej nazwy Poczernino z uwagi na fakt iż, miejscowa społeczność posługuje się tą nazwą w sposób zwyczajowy, umożliwiający łatwiejszą identyfikację tej części miasta, lecz nie widnieje ona w Statucie Miasta, nie tworzy osobnej jednostki pomocniczej i nie stanowi także wyodrębnionego dla celów ewidencji gruntów i budynków, obrębu geodezyjnego.